# Vettonen

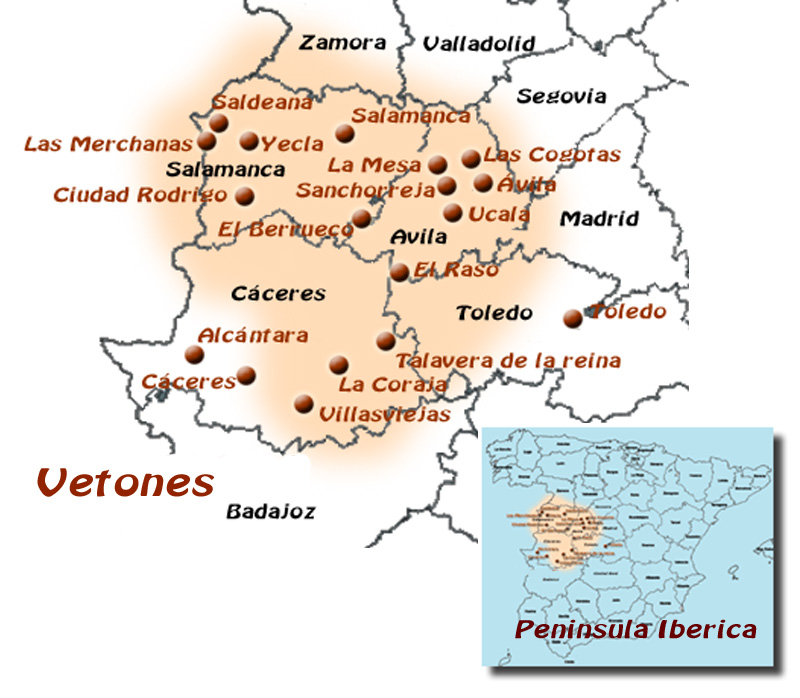
Siedlungsgebiet der Vettonen

Präkeltische, keltische und keltiberische Völker auf der Iberischen Halbinsel

Die Vettonen (lateinisch Vettones, altgriechisch Οὐέττονες) waren ein antikes Volk präkeltischen Ursprungs im westlichen Zentrum der Iberischen Halbinsel, das auf dem Hochland zwischen den Flüssen Duero (Durius) und Tajo (Tagus) (heute südwestliches Kastilien und León und nördliche Extremadura) lebte.

## Geschichte
Seit dem 6. Jahrhundert v. Chr. sind befestigte Siedlungen auf dem Gebiet der Vettonen nachweisbar, die sich im 4. Jahrhundert v. Chr. zu oppida entwickelten. Im Keltiberischen Krieg und im Hispanischen Krieg standen die Vettonen auf der Seite ihrer westlich angrenzenden Nachbarn, der mit ihnen eng verwandten Lusitaner. Um das Jahr 206 v. Chr. schüttelten sie das ihnen zeitweise aufgezwungene karthagische Joch ab, doch nach einer Niederlage gegen ein römisches Heer unter der Führung des Prätors Marcus Fulvius Nobilior im Jahr 193 v. Chr. gerieten sie unter römische Herrschaft und wurden in die römische Provinz Hispania ulterior integriert. Nach deren Teilung unter Augustus gehörten sie zur Provinz Lusitania; in einigen Inschriften war die Provinz auch nach den Vettonen benannt. Ihr Siedlungsgebiet war jener östliche Teil Lusitaniens, der heute nicht zu Portugal, sondern zu Spanien gehört.

## Wirtschaft
Die Vettonen besaßen zahlreiche Herden (Schafe, Ziegen, Rinder); möglicherweise betrieben sie auch die Zucht von Schweinen. Auch die meisterliche Verarbeitung von Eisen wird ihnen zugetraut. Eine im Siedlungsgebiet der Vettonen vorkommende Heilpflanze erwähnte Plinius der Ältere in der Naturalis historia unter der Bezeichnung herba vettonica als Mittel gegen Schlangengift.

## Kunst und Architektur
Die mächtigen Stier- und Eberfiguren (verracos) im Westen Spaniens und im Norden Portugals werden häufig mit den Vettonen in Verbindung gebracht. Auch die mächtige, teilweise aus dem Fels herausgehauene Bergfestung des Castro de Ulaca mit ihrer 3 km langen Mauer bei Solosancho in der Provinz Ávila wird dem Volksstamm der Vettonen zugerechnet. Die Höhenfestungen Castro de Las Cogotas, Castro de la Mesa de Miranda, Castro del Raso, Castro de los Castillejos und Castro de Yecla la Vieja sind weniger gut erhalten, aber immer noch eindrucksvoll.

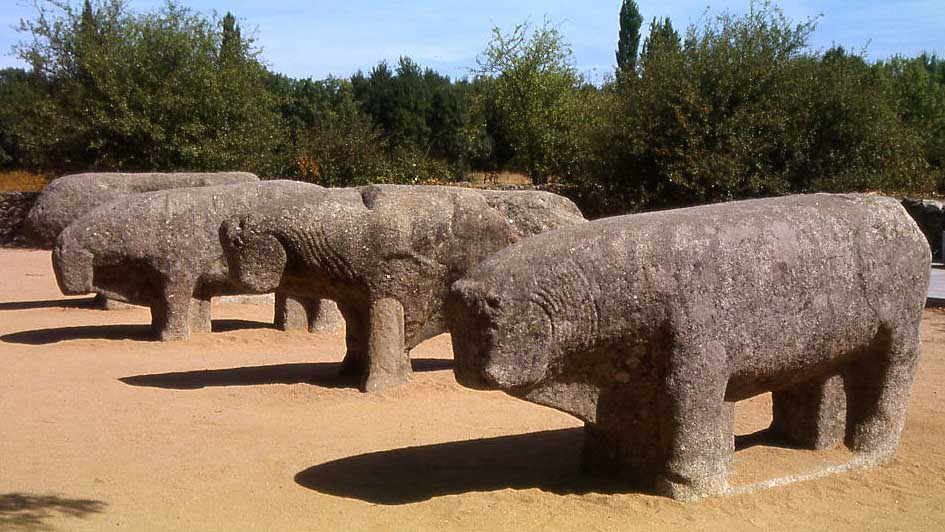
Toros de Guisando
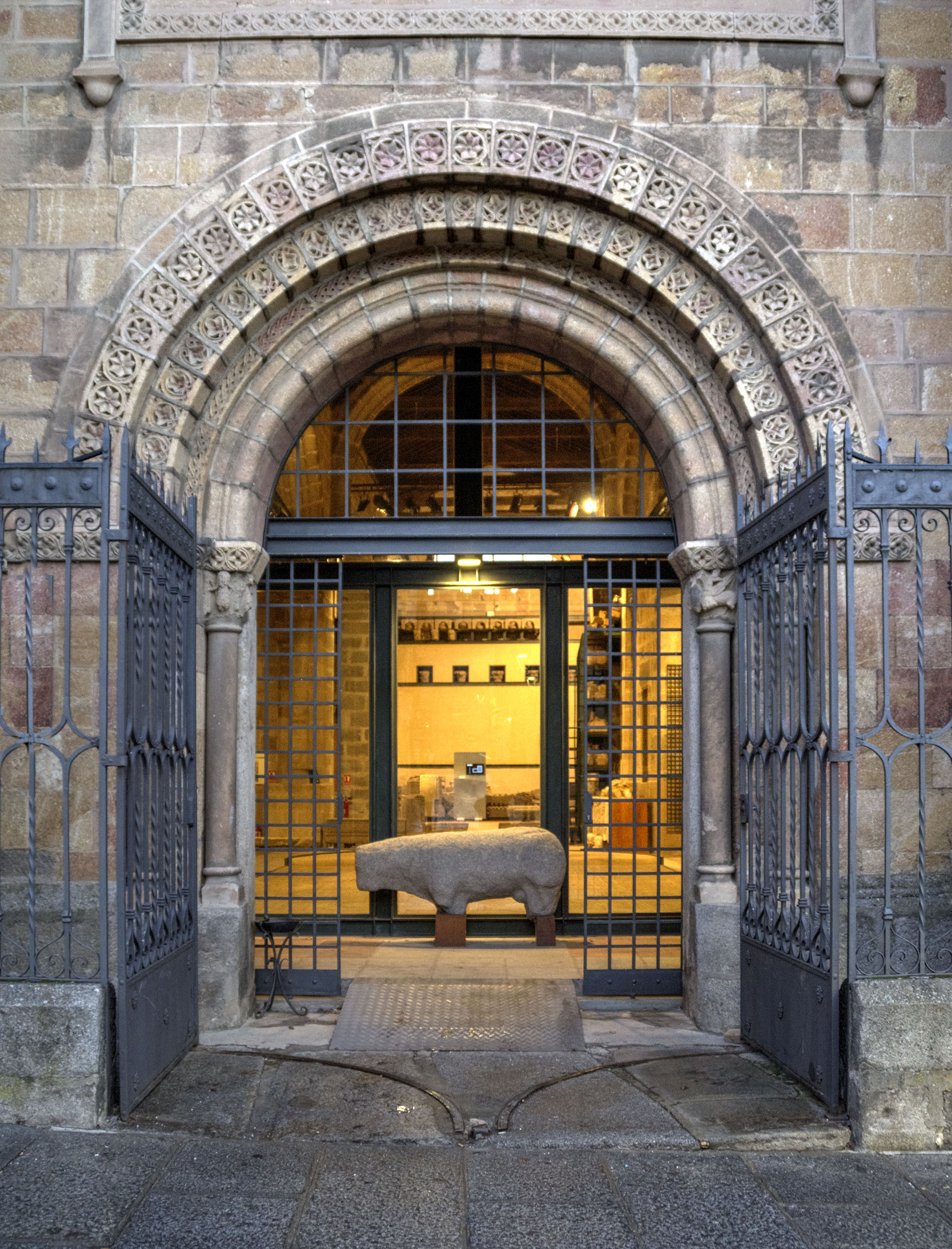
Verracos im Museo Santo Tomé el Viejo, Ávila
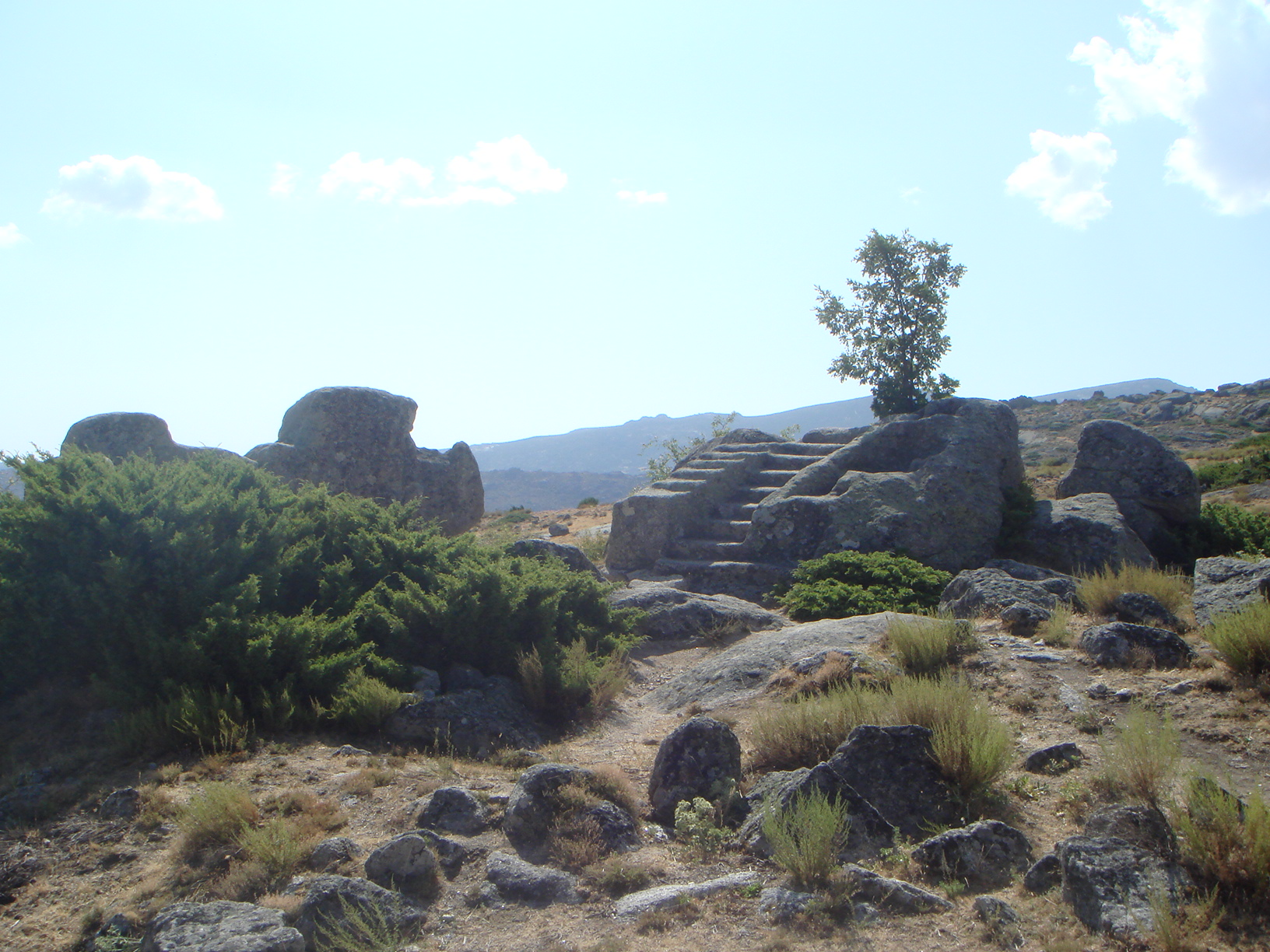
Castro de Ulaca
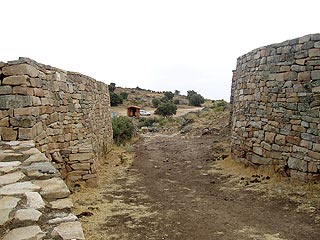
Castro de Las Cogotas
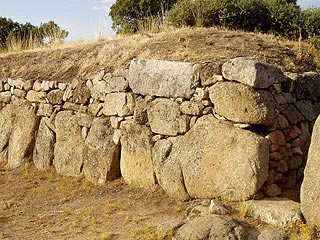
Castro de la Mesa de Miranda
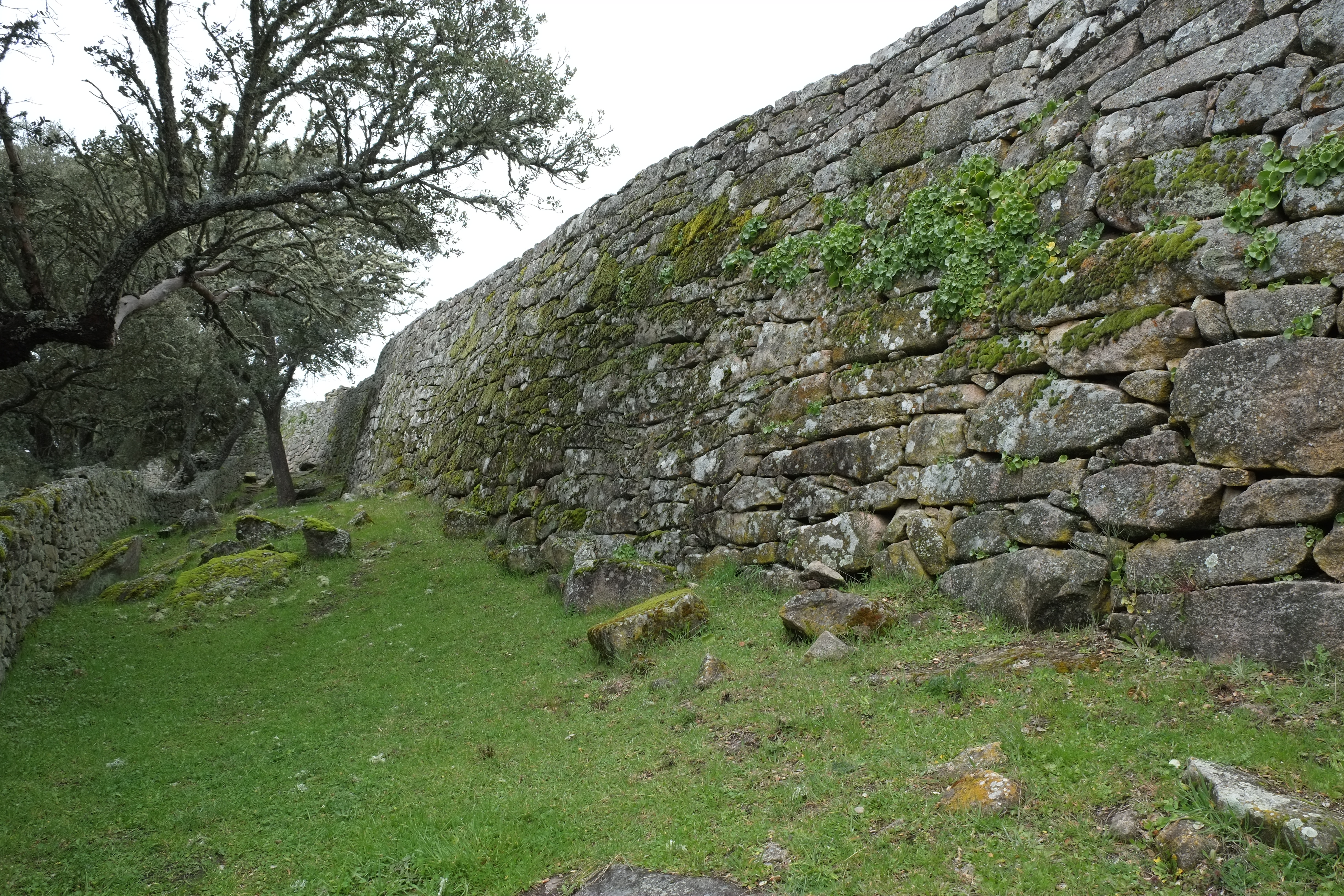
Castro de Yecla la Vieja